# Aguasay
Aguasay é uma cidade venezuelana, capital do município de Aguasay.